# Marko Palo
Marko Mikael Palo (* 26. September 1967 in Jyväskylä) ist ein ehemaliger finnischer Eishockeyspieler, der in seiner aktiven Zeit von 1985 bis 2002 unter anderem für den HPK Hämeenlinna in der SM-liiga sowie den HV71 und die Malmö Redhawks in der schwedischen Elitserien gespielt hat. Seit 2010 arbeitet er als Juniorentrainer beim HPK.

## Karriere
Marko Palo begann seine Karriere als Eishockeyspieler beim HPK Hämeenlinna, für den er in der Saison 1985/86 sein Debüt in der I divisioona gab und mit denen er in der Saison 1987/88 in die SM-liiga aufstieg. Mit Hämeenlinna wurde der Angreifer 1993 Vizemeister. In der Saison 1994/95 wurde er Schwedischer Meister mit dem HV71. Nach dem Erfolg blieb der Rechtsschütze in der Elitserien, in der er im folgenden Jahr für die Malmö Redhawks auflief. 
Nach den beiden Spielzeiten in Schweden kehrte Palo 1996 in seine finnische Heimat zurück, wo er von 1996 bis 2001 für HPK Hämeenlinna auf dem Eis stand, mit denen er 1997, 1999 und 2000 jeweils den dritten Platz in der SM-liiga belegte. Einzig während der Saison 1997/98 stand der Flügelspieler bei deren Ligarivalen Espoo Blues unter Vertrag. Zudem begann er die Saison 1999/00 beim HC Vsetín in der tschechischen Extraliga. Seine Laufbahn beendete Palo in der Saison 2001/02 bei Ässät Pori. 2005 wurde er mit der Aufnahme in die finnische Hockey Hall of Fame geehrt.

### International
Für Finnland nahm Palo an den Weltmeisterschaften 1993, 1994 und 1995, sowie den Olympischen Winterspielen 1994 in Lillehammer teil.

## Erfolge und Auszeichnungen
- 1988 Aufstieg in die SM-liiga mit HPK Hämeenlinna
- 1993 Finnischer Vizemeister mit HPK Hämeenlinna
- 1993 Bester Spieler während der SM-liiga-Playoffs
- 1995 Schwedischer Meister mit HV71

### International
- 1994 Bronzemedaille bei den Olympischen Winterspielen
- 1994 Silbermedaille bei der Weltmeisterschaft
- 1995 Goldmedaille bei der Weltmeisterschaft